# Kyuukyuu Sentai GoGo-V
Kyuukyuu Sentai GoGo-V (救急戦隊ゴーゴーファイブ (Cứu cấp Chiến đội GoGo-V) Kyūkyū Sentai GōGō Faibu) dịch là Chiến đội Cấp cứu GoGo-V ("V" đọc là "Five") là seri truyền hình Super Sentai thứ 23 của Nhật Bản. Bản Mỹ hóa Power Rangers: Lightspeed Rescue.

## Cốt truyện
Vào ngày mà các hành tinh tập hợp lại để tạo thành hình chữ thập được gọi là Grand Cross , Đại Ma Nữ của tộc Psyma là Grandiene sẽ giáng thế và mang đến tai họa cho địa cầu.
Trước tình hình đó , giáo sư Tatsumi Domon đã giao trọng trách bảo vệ địa cầu khỏi tay Psyma cho 5 người con của mình , trang bị cho họ các thiết bị tối tân để có thể chiến đấu với mối họa đang nhăm nhe địa cầu. Họ được gọi là Kyuukyuu Sentai Gogo-V.
Liệu các Gogo-V có đủ sức để đánh bại Psyma hay không ?

## Nhân vật

### GoGo-V (Tatsumi siblings)
5 thành viên trong gia đình Tatsumi là 5 anh hùng chính trong seri.

Các chiến binh GoGo-V

- Tatsumi Matoi (巽 纏 (Tốn Triền) Tatsumi Matoi?) - Go Red (ゴーレッド Gō Reddo?): Matoi là anh cả trong nhà Tatsumi và là lãnh đạo của đội cứu hộ. Anh ta thuộc đơn vị cứu hộ đặc biệt của bộ cứu hỏa thủ đô. Vào năm 24 tuổi, anh ấy tham gia vào GoGo-V và nhận trách nhiệm như 1 người lãnh đạo rất nghiêm túc. Anh ấy không bao giờ từ bỏ bất cứ 1 trận chiến nào dù cho nó có trở nên cực kỳ khó khăn. Đôi lúc anh ấy rất nghiêm khắc đối với các đứa em, nhưng anh ta làm điều đó bởi vì anh ta yêu họ và muốn họ nhận thấy khả năng tiềm tàng của chính mình. Với người cha vắng mặt trong các trận chiến và người mẹ đã bỏ rơi anh nhiều năm trước. Anh ấy luôn luôn tìm cách vượt qua chuyện đó. Anh ấy làm mọi việc rất quy tắc và đưa ra rất nhiều lý lẽ với người em thứ ba của mình là Shou.
- Tatsumi Nagare (巽 流水 (Tốn Lưu Thủy) Tatsumi Nagare?) - Go Blue (ゴーブルー Gō Burū?): Nagare là người con thứ 2 trong gia đình Tatsumi. Anh ấy thuộc đơn vị chuyên nghiên cứu hóa chất của bộ cứu hỏa thủ đô. Nagare cũng là 1 người rất nghiêm túc trong nhóm. Nagare không vội vã trong bất cứ 1 trận chiến nào. Anh ấy luôn luôn nghiên cứu tìm những điểm yếu của đối phương, 1 khi đã tìm ra thì anh ấy rất tự tin, dường như đủ năng lượng cho cả 1 trận chiến dài. Năm 23 tuổi, công việc của anh ấy là phát triển chất chống lửa cho công tác cứu hộ. Nagare luôn luôn để ý tới người em Daimon, cho dù Daimon chẳng bao giờ nghe lời Nagare. Nagare đã từ 1 lần bị đình chỉ chiến đấu bởi vì Daimon bị thương, bởi vì đứa em ương ngạnh không nghe lời anh ấy khi Nagare bảo Daimon là hãy chờ mọi người trước khi chiến đấu. Cho dù Daimon bị thương bởi vì nó không nghe lời hoặc là làm bất cứ điều ngu ngốc gì đi nữa thì Nagare vẫn là người có lỗi vì đã không bảo vệ được thằng em đó. Mặc dù anh ấy có thể tranh luận với Matoi mọi lúc nhưng Nagare không bao giờ cãi lại Matoi giống như Shou. Nagare rất yêu gia đình của mình, luôn luôn bảo vệ cái gia đình nhỏ bé ấy. Anh ấy có thể hi sinh bản thân cứu gia đình khi họ gặp nguy hiểm.
- Tatsumi Shou (巽 鐘 (Tốn Chung) Tatsumi Shō?) - Go Green (ゴーグリーン  Gō Gurīn?): Shou là con trai thứ 3 trong gia đình Tatsumi, anh ấy là phi công lái trực thăng trong đội trực thăng cứu hộ của bộ cứu hỏa thủ đô. Shou luôn luôn mơ ước trở thành 1 phi công, và khi anh ấy bắt đầu nhận công việc của 1 phi công với chiếc trực thăng, anh ấy đã bỏ chạy ra khỏi phòng karaoke khi cả nhà đi ăn mừng chỉ để cảm ơn chúa vì đã cho anh ấy toại nguyện.Khi trở thành Go Green, Shou đã hơn 1 lần tranh luận với về việc Shou muốn trở thành 1 phi công hơn là 1 thành viên trong GoGo-V, Shou gần như rời khỏi đội. Trong tất cả các anh chị em, Shou là người giận dữ nhất và rất gay gắt trong quan hệ với người cha. Trong khi Nagare không bao giờ nói lại anh cả Matoi, thì Shou lại như vậy. Matoi và Shou rất hay cãi nhau và luôn đưa ra lý luận để phản biện ý kiến của nhau. Đôi khi, Shou chất vấn về sự lãnh đạo của anh cả. Điều đó là điều gây ngạc nhiên cho Matoi và các anh em. Và trong 1 tranh luận dẫn đến ẩu đả với Matoi, Shou đã phóng máy bay bạt mạng, anh ấy đã suýt gây nên tai nạn cho những người dân vô tội. Bỏ qua những tật xấu ấy thì Shou là 1 người không bao giờ bị mất kiểm soát trong mỗi trận chiến, là 1 người rất đáng tin cậy, 1 chiến binh khéo léo và nhanh nhẹn
- Tatsumi Daimon (巽 大門 (Tốn Đại Môn) Tatsumi Daimon?) - GoYellow (ゴーイエロー Gō Ierō?): Daimon là con trai thứ 4 và cũng là cuối cùng trong nhà Tatsumi. Daimon là hạ sĩ tại sở cảnh sát thủ đô. Anh ấy có cái đầu nóng nhất trong 5 anh em, là người luôn luôn đi tiên phong trong mọi việc trước khi suy nghĩ vì thế nên hay vướng vào rắc rối (giống như tính cách của đa số red senshi). Daimon có một chút gì đó tếu tếu, và thích đùa trong đội. Là 1 người con trai trẻ nhất đội, anh ấy khá là thiếu thận trọng và tự phụ, 1 trong những lý do làm cho anh ấy luôn luôn bị Matoi la mắng đó là anh ấy nghĩ rằng anh ấy có thể tự tay làm mọi việc mà không có sự giúp đỡ của các anh em. Daimon đã học được cách làm việc theo đội từ sau sự việc Nagare bị đình chỉ chiến đấu do lỗi của chính Daimon. Matoi nói với anh ấy rằng chỉ có làm việc cùng nhau thì mới có thể chiến thắng trong mọi trận chiến, khi đó, những kỳ tích lớn hơn sẽ xuất hiện; tình đoàn kết sẽ tạo ra sức mạnh lớn hơn. 1 bài học mà Daimon đã học một cách khó khăn. Anh ấy đã trưởng thành hơn, mạnh mẽ hơn trong mỗi trận chiến. Trong trường hợp khẩn cấp, anh ấy rất đáng tin cậy. Daimon bị ám ảnh với việc uống sữa mỗi ngày.
- Tatsumi Matsuri (巽 祭 (Tốn Sái) Tatsumi Matsuri?) - Go Pink (ゴーピンク Gō Pinku?): Matsuri là người trẻ nhất và là cô gái duy nhất trong 5 anh em Tatsumi. Cô ấy làm việc tại bệnh viện bờ biển quốc gia. Cô ấy sinh ngày 21 tháng 12 năm 1979. Cô ấy chiến đấu với chiếc xe cứu thương và với bản lĩnh của 1 người y tá. 1 cô gái tình cảm, 1 chiến binh mạnh mẽ và nhanh nhẹn. Cô ấy không vừa lòng một chút nào khi có một người nào đó chậm chạp hơn cô ấy trong khi giải quyết vấn đề khi gặp rắc rối. Khi chứng kiến Saima tấn công người dân vô tôi cô ấy rất tức giận và cơn giận ấy có thể trở nên khá là nguy hiểm. Trong Kaizoku Sentai Gokaiger, Matsuri xuất hiện trong tập 23 và đã trao sức mạnh vĩ đại cho các Gokaiger.

(Nguồnhttp://tokuvn.forumotion.com/forum/ Lưu trữ ngày 20 tháng 7 năm 2009 tại Wayback Machine)
(Tham khảohttp://www.supersentai.com/database/)

#### Đồng minh
- Hayase Kyoko (速瀬 京子 Hayase Kyoko) / Sieg-Jeanne.
  - Vũ khí: Sieg Blaster
- Juuma Hunter Sieg (獣魔ハンタージーク  Jūma Hantā Jīku?, Movie).
  - Vũ khí: Sieg Shot, Sieg Sword, Sieg Blaster
- Analyse Robo Mint (アナライズロボ・ミント Anaraizu Robo Minto?).
- Ông Inui.
- Seijuu Sentai Gingaman.
- Mirai Sentai Timeranger.

## Gia đình Psyma
- Grand Witch Grandiene (大魔女 グランディーヌ Daimajo Gurandīnu?, 11-12, 19-50).
- Darkness King Gill (闇王ギル Yamiō Giru?, GoGoFive vs. Gingaman).
- Dark King (冥王 Meiō?).
  - Dark King Zylpheeza (冥王 ジルフィーザ Meiō Jirufīza?, 2-22, 47-50).
  - Infant Demon Drop (童鬼 ドロップ Dōki Doroppu?, 2-22) / Dragon Prince Salamandes (龍冥王 サラマンデス Ryūmeiō Saramandesu?, 26-43, 49-50).
- Beast Baron Cobolda (獣男爵 コボルダ Jūdanshaku Koboruda?, 2-48).
- Evil Spirit Princess Denus (邪霊姫 ディーナス  Jareiki Dīnasu?, 2-47).

### Servants và những kẻ khác
- Spell-Master Pierre (呪士 ピエール Jushi Piēru?, 2-50, Timeranger vs. GoGoFive).
- Spiritworld Guard Psyma Chaos (幽界衛兵災魔 カオス Yuukaieehee Saima Kaosu?, 42-43)k.
- Familiar Imps (使い魔インプ Tsukaima Inpu?).
  - Denus' Imp Bodyguard Corps (36).
- Grim Reapers (GoGoFive vs. Gingaman).

### Quái Thú Psyma

#### Thú của Zylpheeza
- Tornado Psyma Beast Tornedeus (竜巻サイマ獣トルネデウス Tatsumaki Saimajū Torunedeusu?, 2).
- Lightning Rod Psyma Beast Raima (雷針サイマ獣ライマ Raishin Saimajū Raima?, 8).
- Smog Psyma Beast Chanbaano (黒煙サイマ獣チャンバーノ Kokuen Saimajū Chambāno?, 10, 42).
- Computer Psyma Beast Cyber Gildo (電脳サイマ獣 サイバギルド Dennō Saimajū Saibagirudo?, 14, 42-43).
- Reward Psyma Beast Garaga (ご褒美サイマ獣ガラガ Gohōbi Saimajū Garaga?, 16).
- Tactical Psyma Beast Spiderus (策士サイマ獣スパイダラス Sakushi Saimajū Supaidarasu?, 18, 42-43).
- Hades Demon Warriors (冥界魔闘士 Meikai Matōshi?, 19-22).
  - Zword (ゾード Zōdo?, 19-20).
  - Jiin (ジーン Jīn?, 19-21).
  - Ghoul (グール Gūru?, 19-21).
- Ceremonal Psyma Beast Halleluyan (司祭サイマ獣ハレルヤン Shisai Saimajū Hareruyan?, 25, 42-43).

#### Thú của Cobolda
- Stone Calamity Beast Magma Golem (岩石サイマ獣 マグマゴレム Ganseki Saimajū Maguma Goremu?, 1, 11-12, 28).
- Earthquake Psyma Beast Kueikuros (地震サイマ獣 クエイクロス Jishin Saimajū Kueikurosu?, 5, 42-43).
- Excavation Psyma Beast Moleghoul (掘削サイマ獣 モルグール Kussaku Saimajū Morugūru?, 7, 42-43).
- Gluttonous Psyma Beast Juuki (暴食サイマ獣 ジュウキ Bōsyoku Saimajū Jūki?, 13, 42).
- Earth Vibration Psyma Beast Ganemuuja (地響きサイマ獣 ガネムージャ Jihibiki Saimajū Ganemūja?, 17).
- Tomb Profanation Psyma Beast Zombeast (墓荒らしサイマ獣 ゾンビースト Hakaarashi Saimajū Zonnbiisuto?, 23, 42-43).
- Archery Psyma Beast Dogul (弓術サイマ獣 ドグル Kyūjutsu Saimajū Doguru?, 27).
- Card Psyma Beast Godai (カードサイマ獣 ゴダイ Kādo Saimajū Godai?, 32).
- Fighting Psyma Beast Spartan (格闘技サイマ獣 スパルタン Kakutogi Saimajū Suparutan?, 36, 42-43).
- Exploding Insect Psyma Beast Hilgemuuja (爆弾虫サイマ獣 ヒルゲムージャ Bakudanmushi Saimajū Hirugemūja?, 40).

#### Thú của Denus
- Bomb Psyma Beast Gasguile (爆発弾サイマ獣 ガスガイル Bakuhatsudan Saimajū Gasugairu?, 3).
- Corrosion Psyma Beast Jeruda (溶解液サイマ獣 ジェルーダ  Yōkaieki Saimajū Jirūda?, 6).
- Power Absortion Psyma Beast Vampaira (吸力サイマ獣 バンパイラ Kyūryoku Saimajū Banpaira?, 9).
- Child Transformation Psyma Beast Zairen (幼化サイマ獣 ザイレン Yōka Saimajū Zairen?, 24, 42-43).
- Soft Body Psyma Beast Deathmine (軟体サイマ獣 デスマイン Nantai Saimajū Desumain?, 28).
- Reaper Warrior Psyma Beast Thanatos (死神戦士サイマ獣 タナトス Shinigami Senshi Saimajū Tanatosu?, 33).
- Rake Psyma Beast Gabara (熊手サイマ獣 ガバラ Kumade Saimajū Gabara?, 41).

#### Thú của Drop/Salamandes
- Dark Demon Sword Psyma Beast Solgoil (暗黒魔剣サイマ獣 ソルゴイル Ankokumaken Saimajū Sorugoiru?, 4,42).
- Supersonic Psyma Beast Blowgene (超音波サイマ獣 ブローゲン}Chōonnpa Saimajū Buroogen 15, 42-43?).
- Search Psyma Beast Death Stag (探索サイマ獣 デスタグ Tansaku Saimajū Desutagu?, 26, 42-43).
- Manipulation Psyma Beast Papetongs (操りサイマ獣 パペトング Ayatsuri Saimajū Papetonngu?, 29, 42-43).
- Absortion Psyma Beast Bakyuuma (吸引サイマ獣 バキューマ Kyūin Saimajū Bakyūma?, 31, 42-43).
- Infinity Chain Demons (?) (37-39).
  - Endurance Psyma Beast Galbaria (忍耐力サイマ獣ガルバリア Nintai Saimajū Garubaria?, 37).
  - Bushido Psyma Beast Hagakuren (武士道サイマ獣 ハガクレン Bushidō Saimajū Hagakuren?, 38).
  - Dragon Warrior Psyma Beast Lizardes (龍戦士サイマ獣 リザーデス Ryūsenshi Saimajū Rizaadesu?, 39).
- Dream Vision Psyma Beast Bahamuu (夢幻サイマ獣 バハムー Mugen Saimajū Bahamū?, 45).

#### Khác
- Juuma King Golomois (獣魔王ゴロモア Jūmaō Gorumoa?, Movie)
- Fire Service Robot Big Dozer (消防ロボ・ビッグドーザー  Robo Bigg Dōzā?, 46)

## Tập
1. Rescue Soldiers! Rise Up (救急戦士!起つ（たつ） Kyūkyū Senshi! Tatsu)
2. The Psyma Family Tornado! (竜巻く災魔一族! Tatsumaku Psyma Ichizoku!)
3. The Sibling Bond that Exploded (爆破された兄弟愛（きずな） Bakuhasareta Kizuna)
4. Flower Petals in Abnormal Weather (花びらに異常気象 Hanabira ni Ijōkishō)
5. Time to Become a Hero (ヒーローになる時 Hīrō ni Naru Toki)
6. The Mold Cometh! (カビが来る! Kabi ga Kuru!)
7. The Beautiful Psyma's Trap (美しき災魔のワナ Utsukushiki Psyma no Wana)
8. Rescue Squadron Activity Suspended (救急戦隊活動停止 Kyūkyū Sentai Katsudō Teishi)
9. Stolen Abilities! (盗まれた能力（ちから）! Nusumareta Nō Chikara!)
10. Proud Yellow (誇りのイエロー Hokori no Ierō)
11. The Two Red-Hot Psyma Beasts (灼熱の2大災魔獣 Shakunetsu no Nidai Saimajū)
12. The Do-or-Die Spirit of the New Coupling Fusion (決死の新連結合体 Kesshi no Shin Renketsu Gattai)
13. The Younger Brothers' Rebellion (弟たちの反乱 Otōtotachi no Hanran)
14. The Fearsome Virus (恐怖のウイルス Kyōfu no Uirusu)
15. Child Demon Drop Appears (童鬼ドロップ出撃 Warabe Oni Doroppu Shutsugeki)
16. The Thief and the Psyma Egg (泥棒とサイマの卵 Dorobō to Psyma no Tamago)
17. Matoi's Bridal Candidate (マトイの花嫁候補 Matoi no Hanayome Kōho)
18. The Counterattacking V-Lancers (逆襲のVランサー Gyakushū no Bui Ransā)
19. A Total Defeat (完全なる敗北 Kanzen Haiboku)
20. Undying Rescue Spirits (不滅の救急（レスキュー）魂 Fumetsu no Resukyū Tamashii)
21. The New 6th Soldier! (6番目の新戦士! Rokubanme no Shin Senshi!)
22. The Dark King's Last Decisive Battle! (冥王、最後の決戦 Meiō, Saigo no Kessen)
23. The Spirit Rescue Mission (幽霊救出作戦 Yūrei Kyūshutsu Sakusen)
24. Little Rescue Soldiers (ちびっ子救急戦士 Chibikko Kyūkyū Senshi)
25. The Time of the Great Witch's Descent (大魔女降臨の時 Dai Majo Kōrin no Toki)
26. The Fiery Dragon Prince is Born (炎の龍皇子誕生 Honō no Ryū Ōji Tanjō)
27. Yellow Leaves the Front (イエロー戦線離脱 Ierō Sensen Ridatsu)
28. The Kidnapped Boy! (奪われたボーイ! Ubawareta Bōi!)
29. The Uneasy Starry Sky (胸騒ぎの星空 Munasawagi no Hoshizora)
30. Escape! The Planet of Darkness (脱出! 暗黒惑星 Dasshutsu! Ankoku Wakusei)
31. Cut Down the Psyma Zone (切り裂け災魔空間 Kirisake Psyma Zōn)
32. Wedding Bells (ウェディングベル Wedingu Beru)
33. An Innocent Psyma Warrior (ウブな災魔の戦士 Ubu na Psyma no Senshi)
34. Death, Else Destruction (死さもなくば破滅 Shi Samonakuba Hametsu)
35. The Black Snake's Trap (黒い蛇のトラップ Kuroi Hebi no Torappu)
36. Secret Technique! The Tornado Drop (奥義!竜巻落とし Okugi! Tatsumaki Otoshi)
37. The Beauty is a Psyma Beast!? (美女がサイマ獣!? Bijo ga Saimajū!?)
38. The Infinity Chain, Grandchildren, and Persimmons (無限連鎖と孫と柿 Mugen Rensa to Mago to Kaki)
39. Break the Infinity Chain! (無限連鎖を断て! Mugen Rensa o Tate!)
40. 0 Seconds To Base Destruction (基地壊滅0秒前 Kichi Kaimetsu Zerobyōsen)
41. The Man Matoi Lost To (マトイが負けた男 Matoi ga Maketa Otoko)
42. The Hellish Psyma Beast Army (地獄の災魔獣軍団 Jigoku no Saimajū Gundan)
43. The Terrible Psyma Tree (戦慄の災魔ツリー Senritsu no Psyma Tsurī)
44. Rescue File 99 (救急ファイル99 Kyūkyū Fairu Kyūjūkyū)
45. The Year's First Dream is a Psyma's Melody (初夢は災魔の旋律 Hatsuyume wa Psyma no Senritsu)
46. The Flame-Throwing Firefighter Robo (火を吹く消防ロボ Honō o Fuku Shōbō Robo)
47. The Dark King! The Compensation of Revival (冥王! 復活の代償 Meiō! Fukkatsu no Daishō)
48. Showdown in the Psyma Palace (決戦は災魔宮殿 Kessen wa Psyma Paradiko)
49. Awakening! Two Destructive Gods (覚醒! 二大破壊神 Kakusei! Nidai Hakaishin)
50. Burning Rescue Spirits (燃える救急（レスキュー）魂 Moeru Resukyū Tamashii)

### Đặc biệt
- Kyuukyuu GoGoFive the Movie: Sudden Shock! A New Warrior
- Kyuukyuu GoGoFive Super Video: The Rescue Spirit Five Doctrines
- Kyuukyuu Sentai GoGoFive vs. Gingaman
- Mirai Sentai Timeranger vs. GoGoFive

## Diễn viên

### Chính
- Matoi Tatsumi/GoRed: Ryūichirō Nishioka
- Nagare Tatsumi/GoBlue: Kenji Taniguchi (Masashi Taniguchi)
- Shou Tatsumi/GoGreen: Atsushi Harada
- Daimon Tatsumi/GoYellow: Kenji Shibata
- Matsuri Tatsumi/GoPink: Kayoko Shibata (credited as Monika Sekiguchi)
- Mondo Tatsumi: Mike Maki
- Kyoko Hayase: Yūko Miyamura
- Denus: Kaya Hirasawa

### Lồng tiếng
- Mint: Sayaka Aida
- Liner Boy: Isao Yamagishi
- Grandene: Miho Yamada
- Zylpheeza: Daiki Nakamura
- Cobolda: Kenji Nomura
- Pierre: Taiki Matsuno
- Drop: Yūko Miyamura
  - Salamandes: Hikaru Midorikawa
- Golmois: Tetsu Inada
- Gill: Ryūzaburō Ōtomo
- Narrator: Daisuke Gōri

### Trang phục
- Go Red (main), Zylpheeza, Salamandes: Seiji Takaiwa
- Go Blue (main), Victory Robo, Grand Liner, Max Victory Robo, Victory Mars: Hideaki Kusaka
- Go Green: Yasuhiro Takeuchi
- Go Yellow (main), Liner Boy: Yūichi Hachisuka
- Go Pink: Motokuni Nakagawa
- Cobolda, Go Red (sub): Hirofumi Fukuzawa
- Pierre: Takeshi Miyazaki
- Psyma Beasts, Go Blue (sub), Go Yellow (sub): Yasuhiko Imai
- Psyma Beasts: Fumiya Tōei

### Khách
- Seig: Keiichi Wada (phim)
- 45: Shinichi Ishihara
- Mizuki: Chie Tanabe
- 9: Chie Tanabe

## Bài hát
Đầu
- "Kyuukyuu Sentai GoGoFive" (救急戦隊ゴーゴーファイブ Kyūkyū Sentai Gōgō Faibu?)
  - Lời: Nagae Kuwabara (桑原永江 Kuwabara Nagae?)
  - Sáng tác & Biên tập: Toshiyuki Watanabe
  - Thể hiện: Shinichi Ishihara

Kết
- "These Stars, This City" (この星を　この街を Kono Hoshi o, Kono Machi o?)
  - Lời: Shoko Fujibayashi
  - Sáng tác: Shinsuke Kazato (風戸 慎介 Kazato Shinsuke?)
  - Biên tập: Toshihiko Sahashi
  - Thể hiện: Shigemori Takahashi